# Owczarnia (Ostróda)
Owczarnia (deutsch Friedenshöhe) ist ein untergegangener Ort in der polnischen Woiwodschaft Ermland-Masuren. Die Ortsstelle gehört zur Gmina Ostróda (Landgemeinde Osterode in Ostreußen) im Powiat Ostródzki (Kreis Osterode in Ostpreußen).
Owczarnia liegt im Norden des Landschaftsschutzparks Kernsdorfer Höhen (polnisch Park Krajobrazowy Wzgórz Dylewskich) im südlichen Westen der Woiwodschaft Ermland-Masuren, 13 Kilometer südlich der Kreisstadt Ostróda (deutsch Osterode in Ostpreußen).
Friedenshöhe bestand lediglich aus einem kleinen Gehöft und war bis 1945 ein Vorwerk bzw. Wohnplatz von Bednarken (polnisch Bednarki) im Kreis Osterode in Ostpreußen. Im Jahre 1945 kam der Ort in Kriegsfolge mit dem gesamten südlichen Ostpreußen zu Polen und erhielt die polnische Namensform „Owczarnia“. Bereits in den ersten Nachkriegsjahren verliert sich seine Spur, wohl weil keine neue Besiedlung stattfand. Der Ort tritt seither namentlich offiziell nicht mehr in Erscheinung und gilt als untergegangen. Die Ortsstelle liegt im Gebiet der Landgemeinde Ostróda (Osterode i. Ostpr.) im Powiat Ostródzki (Kreis Osterode in Ostpreußen) an einer weithin recht unwegsamen Nebenstraße, die von Pietrzwałd (Peterswalde) über Pobórze (Poburzen) nach Jankowiec (Jonasdorf) führt.
Kirchlich war Friedenshöhe bis 1945 in das evangelische Kirchspiel Döhrungen (polnisch Durąg) bzw. in die römisch-katholische Pfarrei Osterode (polnisch Ostróda) eingegliedert.